# 라이온미디어
라이온미디어는 대한민국의 연예인 매니지먼트이자, 기획사이다.

## 역대 멤버
- 윤하
- 아주
- 화요비
- 레이디 컬렉션 (JC지은, 세이, 앨리)